# جيوفاني رومان
جيوفاني رومان (بالبولندية: Giovanni Roman)‏ هو سياسي بولندي، ولد في 4 مايو 1961 في بولندا. حزبياً، نشط في حزب العدالة والقانون البولندي. وقد انتخب عضو سيم ‏.